# Natura morta (Dalí)
Natura morta è un dipinto a olio su tela di 125 × 99 cm realizzato nel 1924 dal pittore spagnolo Salvador Dalí. È conservato nella Fondazione García Lorca di Madrid.

## Storia
Il pittore ha regalato il quadro al suo amico Federico García Lorca, e rimase di proprietà della sua famiglia fino a giungere alla fondazione a lui intitolata.

Il dipinto è firmato e datato in alto a destra.